# Turrispiroides
Turrispiroides es un género de foraminífero bentónico de la familia Pseudoammodiscidae, de la superfamilia Earlandioidea, del suborden Fusulinina y del orden Fusulinida. Su especie tipo es Turrispira mira. Su rango cronoestratigráfico abarca el Carbonífero medio.

## Discusión
Algunas clasificaciones más recientes incluyen Turrispiroides en la superfamilia Pseudoammodiscoidea, el suborden Archaediscina, del orden Archaediscida, de la subclase Afusulinana y de la clase Fusulinata.

## Clasificación
Turrispiroides incluye a las siguientes especies:
- Turrispiroides declivis
- Turrispiroides mirus
- Turrispiroides multivolutus